# 埼玉県道392号勅使河原本庄線

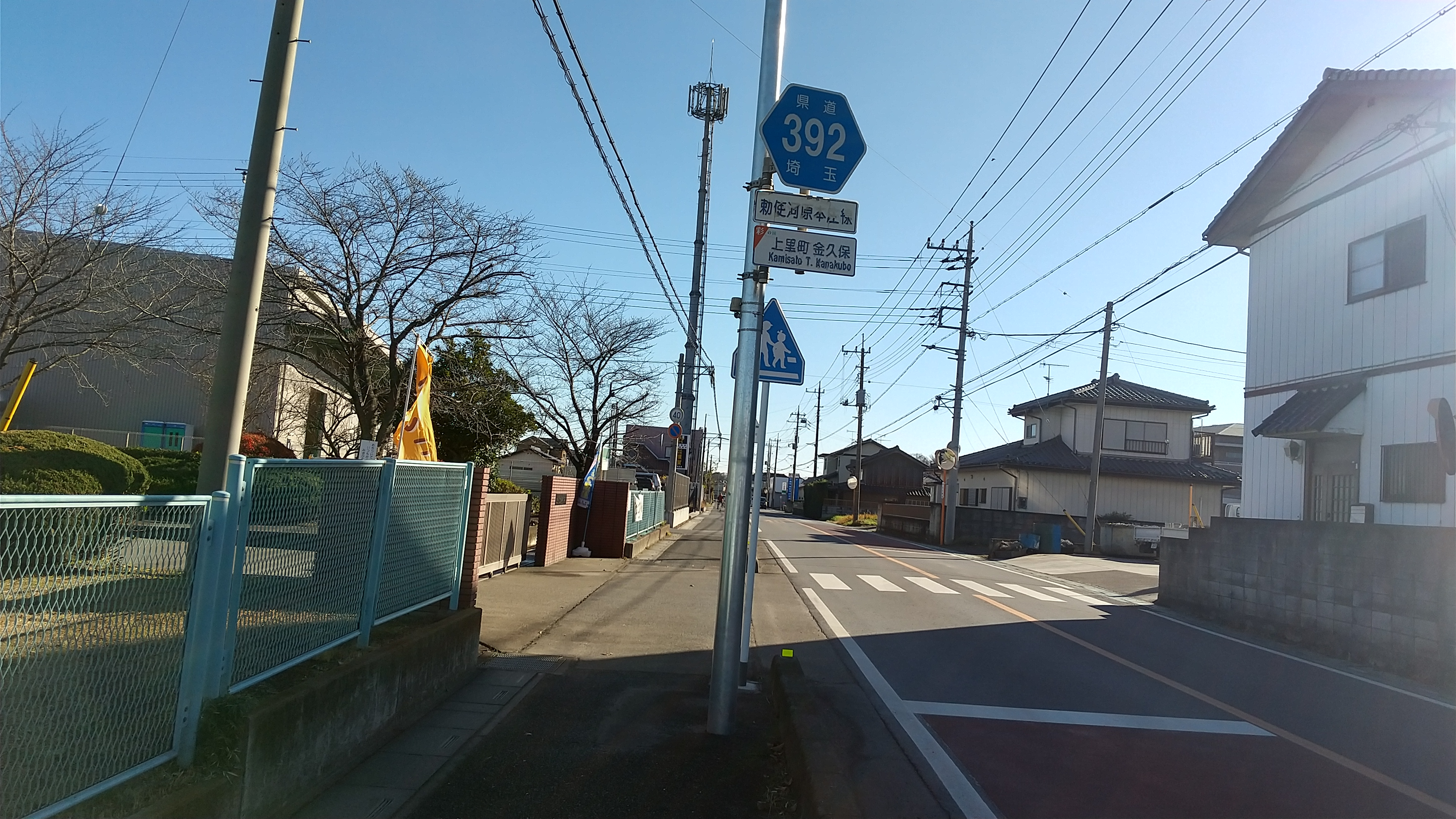
上里町金久保付近

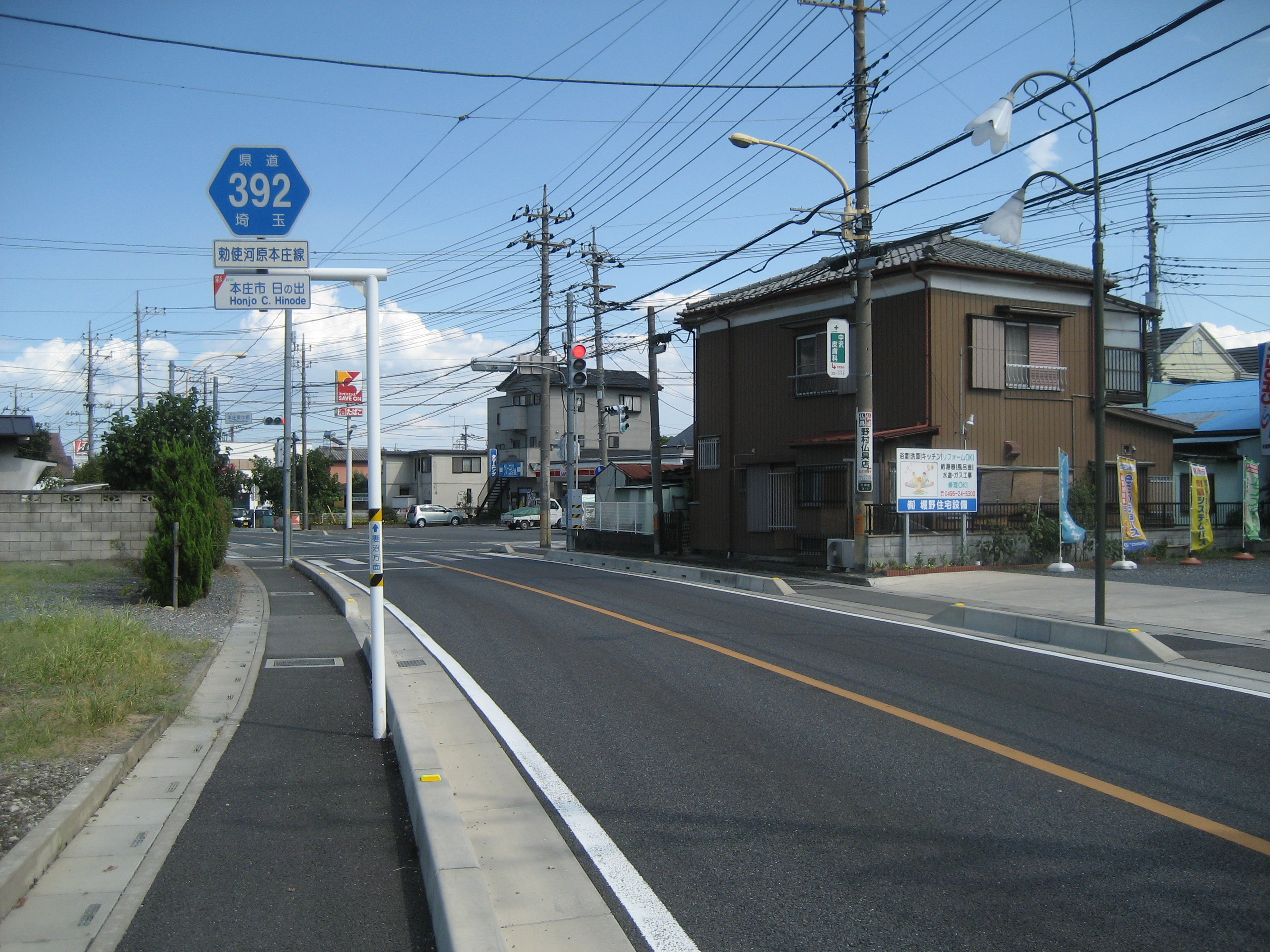
本庄市日の出付近

埼玉県道392号勅使河原本庄線（さいたまけんどう392ごう てしがわらほんじょうせん）は、埼玉県児玉郡上里町の国道17号分岐点から同国道と並行交錯し、同県本庄市諏訪町交差点で再び国道17号に至る一般県道である。

## 概要
旧中山道であり、国道17号から県道に降格された路線である。起点から終点に至るまで、国道17号および高崎線に並行している。また起点は群馬県境に近く、埼玉県内のみの県道の中では県道351号と同様最北端に位置する。
- 起点：埼玉県児玉郡上里町大字勅使河原
- 終点：埼玉県本庄市寿3丁目 諏訪町交差点
- 実延長：7,821m

## 地理

### 通過する自治体
- 埼玉県
  - 児玉郡上里町
  - 本庄市

### 交差する路線
| 交差する道路                | 交差する道路           | 交差点名     | 所在地 | 所在地       |
| --------------------------- | ---------------------- | ------------ | ------ | ------------ |
| 国道17号                    | 国道17号               |              | 上里町 | 大字勅使河原 |
| 国道17号                    | 国道17号               |              | 上里町 | 大字神保原町 |
| 埼玉県道143号神保原停車場線 |                        |              | 上里町 | 大字神保原町 |
| 埼玉県道22号上里鬼石線      | 埼玉県道22号上里鬼石線 | 神保原陸橋北 | 上里町 | 大字神保原町 |
| 国道462号                   | 国道462号              | 千代田3丁目  | 本庄市 | 千代田       |
| （石尊坂）                  | -                      | 中央3丁目    | 本庄市 | 中央         |
| -                           | （銀座通り）           | 中央1丁目    | 本庄市 | 中央         |
| 埼玉県道142号本庄停車場線   |                        | 本庄駅入口   | 本庄市 | 本庄         |
| 埼玉県道31号本庄寄居線      | 埼玉県道31号本庄寄居線 | 中山道       | 本庄市 | 本庄         |
| 国道17号                    | 国道17号               | 諏訪町       | 本庄市 | 日の出       |

### 沿線の施設
| 施設                 | 所在地 |
| -------------------- | ------ |
| 上里町立賀美小学校   | 上里町 |
| 神保原駅             | 上里町 |
| 本庄ふるさとパーク   | 本庄市 |
| 上武病院             | 本庄市 |
| 本庄市立図書館       | 本庄市 |
| 本庄市立本庄西小学校 | 本庄市 |
| 本庄市立本庄西中学校 | 本庄市 |
| 本庄市役所           | 本庄市 |
| 本庄駅               | 本庄市 |
| 本庄市立本庄東中学校 | 本庄市 |